# Ласель
Ласе́ль (фр. Lacelle, окс. La Cela) — коммуна во Франции, находится в регионе Лимузен. Департамент — Коррез. Входит в состав кантона Треньяк. Округ коммуны — Тюль.
Код INSEE коммуны — 19095.
Коммуна расположена приблизительно в 360 км к югу от Парижа, в 55 км юго-восточнее Лиможа, в 45 км к северу от Тюля.

## Население
Население коммуны на 2008 год составляло 138 человек.
| 1962 | 1968 | 1975 | 1982 | 1990 | 1999 | 2008 |
| ---- | ---- | ---- | ---- | ---- | ---- | ---- |
| 348  | 364  | 280  | 221  | 185  | 139  | 138  |

## Экономика

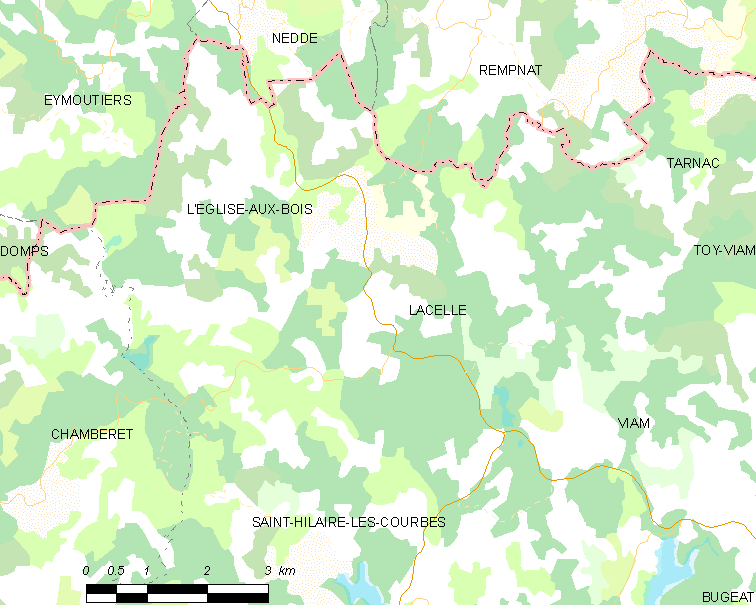
Карта коммуны

В 2007 году среди 77 человек в трудоспособном возрасте (15-64 лет) 47 были экономически активными, 30 — неактивными (показатель активности — 61,0 %, в 1999 году было 65,8 %). Из 47 активных работали 44 человека (26 мужчин и 18 женщин), безработных было 3 (2 мужчин и 1 женщина). Среди 30 неактивных 2 человека были учениками или студентами, 23 — пенсионерами, 5 были неактивными по другим причинам.